# Chilenische Volleyballnationalmannschaft der Frauen
Die chilenische Volleyballnationalmannschaft der Frauen ist eine Auswahl der besten chilenischen Spielerinnen, die die Federación de Voleibol de Chile bei internationalen Turnieren und Länderspielen repräsentiert.

## Geschichte

### Weltmeisterschaft
Bei der bislang einzigen Teilnahme an einer Volleyball-Weltmeisterschaft belegte Chile 1982 den 22. Platz.

### Olympische Spiele
Chile konnte sich noch nie für Olympische Spiele qualifizieren.

### Südamerikameisterschaft
Bei der Volleyball-Südamerikameisterschaft 1961 wurden die chilenischen Frauen ebenso Vierter wie ein Jahr später im eigenen Land. In den Jahren 1967 bis 1981 schwankten sie zwischen Rang vier und sechs (1969 fehlten sie). Nach dem siebten Platz 1987 waren sie von 1991 bis 2001 immer dabei und erreichten Platzierungen zwischen fünf und sieben. 2005 reichte es nur zu Rang acht. Als die Chileninnen 2007 erneut Gastgeber waren, wurden sie Siebter.

### World Cup
Beim World Cup hat Chile noch nicht mitgespielt.

### Weltliga
Der World Grand Prix fand bisher ohne chilenische Beteiligung statt.